# The New Witness

The New Witness est le nom d'un hebdomadaire politique britannique du début du XXe siècle.

## Histoire
Le New Witness est d'abord fondé par l'écrivain Hilaire Belloc sous le titre The new age. Hilaire Belloc créé au même moment un autre journal, "The Eye Witness", en 1911.
Cecil Chesterton devient son rédacteur en chef en 1912, lorsque le journal est rebaptisé The New Witness. Belloc avait imaginé une sorte de troisième voie socio-économique, le distributionnisme. Quatre après, Hilaire Belloc doit partir sous les drapeaux pour participer à la Première Guerre mondiale. Le New Witness a été à la pointe lors des révélations sur le scandale Marconi.